# Consistórios de Clemente VII
O Papa Clemente VII (r. 1523–1534) criou 32 novos cardeais

## 3 de maio de 1527
1. Benedetto Accolti † 21 de setembro de 1549
2. Agostino Spinola † 18 de outubro de 1537
3. Niccolò Gaddi  † 16 de janeiro de 1552
4. Ercole Gonzaga † 3 de março de 1563
5. Marino Grimani  † 28 de setembro de 1546

## 21 de novembro de 1527
1. Antonio Sanseverino, OSIo.Hieros. † 17 de agosto de 1543
2. Gianvincenzo Carafa † 28 de agosto de 1541
3. Andrea Matteo Palmieri † 20 de janeiro de 1537
4. Antoine Duprat † 9 de julho de 1535
5. Enrique de Cardona y Enríquez † 7 de fevereiro de 1530
6. Girolamo Grimaldi † 27 de novembro de 1543
7. Pirro Gonzaga † 28 de janeiro de 1529
8. Sigismondo Pappacoda , bispo de Tropea, recusou a promoção ao cardinalato.

## 7 de dezembro de 1527
1. Francisco de los Angeles Quiñones, OFM, † 5 de novembro de 1540

## 20 de dezembro de 1527
1. Francesco Cornaro  † 26 de setembro 1543

## 1 janeiro de 1529
1. Girolamo Doria  † 25 de março de 1558
2. Hipólito de Médici † 10 de agosto de 1535

## 13 de agosto de 1529
1. Mercurino Gattinara † 5 de junho de 1530

## 9 de março de 1530
1. François de Tournon, CRSA † 22 de abril de 1562
2. Bernardo Clesio † 30 de julho de 1539
3. Louis de Gorrevod † 1535
4. García de Loaysa, OP, † 22 de abril de 1546
5. Íñigo López de Mendoza y Zúñiga † 15 de janeiro de 1537

## 8 de junho de 1530
1. Gabriel de Gramont † 26 Março de 1534

## 22 de fevereiro de 1531
1. Alonso Manrique de Lara † 28 de setembro de 1538
2. Juan Pardo de Tavera † 1º de agosto de 1545

## 22 de setembro de 1531
1. Antonio Pucci † 12 de outubro de 1544

## 21 de fevereiro de 1533
1. Esteban Gabriel Merino  † em julho de 1535

## 3 de março de 1533
1. Jean d'Orléans-Longueville † 24 de setembro de 1533

## 7 de novembro de 1533
Todos os novos cardeais receberam suas igrejas titulares em 10 de novembro de 1533:
1. Jean Le Veneur † 7 de agosto de 1543
2. Claude de Longwy de Givry † 9 de agosto de 1561
3. Odet de Coligny de Châtillon † 13 de abril de 1571
4. Philippe de la Chambre, OSB  † 21 de fevereiro de 1550